# Вентурини, Роберто
Роберто Вентурини (итал. Roberto Venturini; род. 30 декабря 1960, Сан-Марино, Сан-Марино) — политический деятель Сан-Марино, капитан-регент Сан-Марино с 1 апреля по 1 октября 2015 года.

## Биография
Роберто Вентурини родился в канун 1961 года в столице Сан-Марино. В Италии окончил Болонский университет по медицинской специальности. С 1992 года работал врачом в Государственной клинике Сан-Марино, с 2006 года представляет Сан-Марино в антидопинговой комиссии.
От Христианско-демократической партии он был избран в Большой генеральный совет в 2012 году. В середине марта 2015 года Беллуци вместе с Андреа Беллуци был избран Капитаном-регентом Сан-Марино на 2015 год с 1 апреля по 1 октября.

## Награды
16 сентября 2015 года был награждён Большим Крестом Ордена Святого Карла (Монако).

## Семья
Роберто Вентурини является отцом дочери и сына. Он проживает в крупнейшем городе Сан-Марино Серравалле.